# Copa da Liga de Singapura
A Copa da Liga de Singapura é uma competição anual de clubes em Singapura. Ela foi lançado no ano de 2007, o torneio é disputado por clubes filiados a S.League.

## Torneio anterior de (1997)
| Ano  | Campeão                | Vice           | Placar na Final | Terceiro                           | Quarto      |
| ---- | ---------------------- | -------------- | --------------- | ---------------------------------- | ----------- |
| 1997 | Singapore Armed Forces | Geylang United | 1-0             | Tampines Rovers Tiong Bahru United | 3º play-off |

## Campeões
| Ano  | Campeão              | Vice                   | Placar na Final     | Terceiro                                 | Quarto               |
| ---- | -------------------- | ---------------------- | ------------------- | ---------------------------------------- | -------------------- |
| 2007 | Woodlands Wellington | Sengkang Punggol       | 4-0                 | Gombak United                            | Home United          |
| 2008 | Gombak United        | Super Reds             | 2-1                 | Balestier Khalsa                         | Young Lions          |
| 2009 | Brunei DPMM          | Singapore Armed Forces | 1-1 (aet) 4-3 (pen) | Home United                              | Woodlands Wellington |
| 2010 | Étoile               | Woodlands Wellington   | 3-1                 | Sengkang Punggol                         | Gombak United        |
| 2011 | Albirex Niigata (S)  | Hougang United         | 0-0 (aet) 5-4 (pen) | Tampines Rovers                          | Home United          |
| 2012 | Brunei DPMM          | Geylang United         | 2-0                 | Singapore Armed Forces Tampines Rovers   | 3º no play-off       |
| 2013 | Balestier Khalsa     | Brunei DPMM            | 4-0                 | Albirex Niigata (S) Woodlands Wellington | 3º no play-off       |
| 2014 | Brunei DPMM          | Tanjong Pagar United   | 2-0                 | Hougang United Geylang International     | 3º no play-off       |
| 2015 | Albirex Niigata (S)  | Balestier Khalsa       | 2-1                 | Hougang United Geylang International     | 3º no play-off       |
| 2016 | Albirex Niigata (S)  | Brunei DPMM            | 2-0                 | Home United Tampines Rovers              | 3º no play-off       |

### Torneio de prata
Desde 2012, torneio foi lançado para os quatro times quer terminaram em terceiros nos seus grupos. 
| Ano  | Campeão               | Vice             | Placar na Final |
| ---- | --------------------- | ---------------- | --------------- |
| 2012 | Balestier Khalsa      | Young Lions      | 1-0             |
| 2013 | Harimau Muda B        | Young Lions      | 2-0             |
| 2014 | Tampines Rovers       | Balestier Khalsa | 3-0             |
| 2015 |                       |                  | Not Held        |
| 2016 | Geylang International | Hougang United   | 2-1             |

### Performance por clubes
Times em negrito são filiados a S.League.
| Clube                                  | Campeão | Vice | Títulos          |
| -------------------------------------- | ------- | ---- | ---------------- |
| Brunei DPMM                            | 3       | 2    | 2009, 2012, 2014 |
| Albirex Niigata (S)                    | 3       | 0    | 2011, 2015, 2016 |
| Woodlands Wellington                   | 1       | 1    | 2007             |
| Balestier Khalsa                       | 1       | 1    | 2013             |
| Gombak United                          | 1       | 0    | 2008             |
| Étoile                                 | 1       | 0    | 2010             |
| Sengkang Punggol / Hougang United      | 0       | 2    |                  |
| Geylang United / Geylang International | 0       | 1    |                  |
| Singapore Armed Forces / Warriors      | 0       | 1    |                  |
| Super Reds                             | 0       | 1    |                  |
| Tanjong Pagar United                   | 0       | 1    |                  |